# Klement Zoltán (agrármérnök)
Klement Zoltán (Budapest, 1926. március 4. – Budapest, 2005. október 19.) Széchenyi-díjas magyar agrármérnök, növénypatológus, a Magyar Tudományos Akadémia rendes tagja. A növénykórtan és a kórélettan neves kutatója. Nevéhez fűződik a kóros baktériumokat a tőlük független szaprofitonoktól elkülönítő injektálásos infiltrálási technika kidolgozása.

## Életpályája
1945-ben kezdte meg egyetemi tanulmányait a Gödöllői Agrártudományi Egyetemen, majd 1949-től az MTA Növényvédelmi Kutatóintézetének munkatársa lett tudományos kutatói beosztásban. Agrármérnöki diplomáját 1953-ban szerezte meg.
Még diplomájának megszerzése előtt az MTA Növényvédelmi Kutatóintézetéhez került, ahol egész életében dolgozott. Kezdetben a Növénykórtani Osztály munkájában vett részt. 1975-ben kapott osztályvezetői kinevezést a kutatóintézet Kórélettani Osztályára. 1976-ban a Gödöllői Agrártudományi Egyetemen címzetes egyetemi tanári címet kapott. 1985-ben kutatóprofesszori megbízást kapott a Növénykórtani Osztályon. 1987-ben a Kertészeti és Élelmiszeripari Egyetemen kapott egyetemi tanári kinevezést. 1964–1965-ben Ford-ösztöndíjas a Missouri Egyetemen. 1974-ben az olaszországi Bari Egyetem vendégkutatója, valamint több alkalommal a göttingeni Georg-August Egyetem Növénypatológiai és Növényvédelmi Intézetén (Institut für Pflanzenpathologie und Pflanzenschutz) vendégprofesszora (1983–1984, 1992, 1994) volt.
1961-ben védte meg a mezőgazdasági tudományok kandidátusi, 1979-ben akadémiai doktori értekezését. Az MTA Növényvédelmi, illetve Általános Mikrobiológiai Bizottságának lett tagja (utóbbinak 2002-től haláláig elnöke). 1985-ben választották meg a Magyar Tudományos Akadémia levelező, 1993-ban rendes tagjává. 1990 és 1995 között az Országos Tudományos Kutatási Alapprogramok (OTKA) Agrár III. Szakbizottsága, valamint 1992 és 1997 között az Magyar Akkreditációs Bizottság (MAB) Agrártudományi Tudományági Szakbizottsága elnöke volt. 2001-ben a Nemzeti Kutatási és Fejlesztési Programtanács (ma: NKFI Hivatal) társelnökévé választották.
1975-ben a Magyar Mikrobiológiai Társaság vezetőségi tagja lett. 1985 és 1989 között a Nemzetközi Növénypatológiai Társaság (International Society of Plant Pathology, ISPP) bakteriológiai szakbizottságának elnöke volt. Az Acta Phytopathologica (1972-től) és az Acta Microbiologica (1975-től) című tudományos szakfolyóiratok szerkesztőbizottságában is tevékenykedett.

## Munkássága
A növények baktériumos betegségeivel foglalkozott. Munkatársaival megoldottak egy növénypatológiai problémát: a kórokozó baktériumok szétválasztását a kórképtől független, de nagy számban megtalálható szaprofitonoktól. A Pseudomonas baktériumok nagy egyedszámú szövetbeli fennállása esetén összefüggő elhalásokat okoznak a nem-gazda növényben, ellentétben a szaprofitonokkal. Ezzel kapcsolatban kidolgozott egy injektálásos infiltrálási technikát, amelynek segítségével nagy egyedszámú kórokozó baktériumokat és szaprofitonokat juttatott be a sejtközi járatokba. Ennek folyományaként a nem gazdanövényben összefüggő szöveti elváltozások, nekrózisok alakultak ki (a hiperszenzitív reakciókhoz, HR-ekhez hasonlóan), amelyeket a szaprofitonok nem okoznak.
Munkásságának másik fontos területe a kajszibarack speciális betegségének, az úgynevezett kajszi-gutaütésnek kutatása és kóroktanának megoldása és tisztázása volt. Kutatásai során munkatársaival megállapította, hogy a kór kialakulásához egy baktérium vagy egy speciális, nekrotróf gomba szükséges (adott esetben ezek együttes hatása is okozhatja a kórt). A kór kialakulását nagymértékben elősegítik a kajszit érő fagystresszek, de kutatásai alapján nem kizárólagos oka a kialakulásnak. Foglalkozott a nemspeciális alaprezisztencia kutatásával is, amelyhez molekuláris eszközöket is felhasznált.

## Díjai, elismerései
- Akadémiai Díj (1973)
- Manninger Rezső-emlékérem (1979)
- Széchenyi-díj (1994) – A növénykórtan terén végzett, világszerte elismert kutatásai, valamint a növénynemesítésben elért eredményeiért, tudományos iskolateremtő tevékenységéért.
- Horváth Géza-emlékérem (1996)
- a Pannon Agrártudományi Egyetem tiszteletbeli doktora (1997)
- a Kertészeti és Élelmiszeripari Egyetem tiszteletbeli doktora (1997)
- a Gödöllői Agrártudományi Egyetem tiszteletbeli doktora (1998)
- Ipolyi Arnold tudományfejlesztési díj (2000, OTKA)

## Főbb publikációi
- Rapid Detection of the Pathogenicity of Phytopathogenic Pseudomonads (Nature, 1963)
- Hypersensitive Reaction Induced by Phytopathogenic Bacteria in the Tobacco Leaf (társszerző, Phytopathology, 1964)
- The Hypersensitive Reaction to Infection by Bacterial Plant Pathogens (társszerző, Annual Review of Phytopathology, 1967)
- A téli fagy és a lombhullás utáni állapot szerepe a baktériumos kajszi gutaütésben (társszerző, Növényvédelem, 1972)
- Early Induced Selective Inhibition of Incompatible Bacteria in Tobacco Plants (társszerző, Phytopatologica Mediterranea, 1979)
- Hypersensitivity (társszerző, in: Phytopathogenic Prokariotes, 1982)
- Methods in Phytobacteriology (társszerk., 1990)
- Bakteriális patogenezis a fogékony és betegségellenálló növényben : akadémiai székfoglaló : 1886. február 18. (1990)
- Effects of Glyphosate on Compatible and Incompatible Plant-Bacterium Interactions (társszerző, Acta Phytopathologica, 1994)
- Submicroscopical Evidence of Bacterially Induced Resistance in Tobacco Leaves (társszerző, Acta Phytopathologica, 1997)
- Baktérium és növény kölcsönhatása: patogén kapcsolat (in: Molekuláris Növénybiológia, 1999)